# Caloptilia monticola
Caloptilia monticola là một loài bướm đêm thuộc họ Gracillariidae. Nó được tìm thấy ở Trung Quốc và Nhật Bản (Hokkaidō, Honshū) và vùng Viễn Đông Nga.
Sải cánh dài 12–13 mm.
Ấu trùng ăn Acer argutum, Acer distylum, Acer ginnala, Acer micranthum, Acer mono, Acer pentaphyllum, Acer rufinerve, Acer semenovii, Acer tschonoskii và Acer ukurunduense. Chúng có thể ăn lá nơi chúng làm tổ.